# João Alves de Castro
João Alves de Castro (1868 — 1926) foi um político e jurista brasileiro, que serviu como governador, deputado federal e secretário estadual de Goiás.
Foi governador de Goiás, de 14 de julho de 1917 a 21 de dezembro de 1918 e de 24 de abril de 1919 a 14 de julho de 1921.